# Време за раздяла
„Време за раздяла“ или „Раздяла“ (на английски: Breaking Up) е американска романтична комедия от 1997 г. на режисьора Робърт Грийнуолд, по сценарий на Майкъл Кристофър, която е базирана на едноименната му пиеса. Във филма участват Ръсел Кроу и Салма Хайек в ролята на двойка, чиято връзка води до неочакван брак.

## Актьорски състав
- Ръсел Кроу – Стийв
- Салма Хайек – Моника
- Ейбрахам Алварез – министъра